# یاشوننا (استان ماسوویان)
یاشوننا (به لاتین: Jasionna) یک روستا در لهستان است که در گمینا بیاووبژگی (استان ماسوویان) واقع شده‌است. یاشوننا ۱۳۰ نفر جمعیت دارد.